# Akaki Gogia
Akaki Gogia (Georgisch: აკაკი გოგია; Roestavi, 18 januari 1992) is een Duits-Georgisch voetballer die doorgaans uitkomt als aanvallende middenvelder. In augustus 2024 verruilde hij VSG Altglienicke voor SC Freital.

## Spelerscarrière
Gogia speelde in de jeugd van FSV 67 Halle en tussen 2001 en 2004 was hij actief in de opleiding van Hannover 96. In 2004 verkaste de middenvelder naar VfL Wolfsburg. Daar speelde hij negen wedstrijden voor het tweede elftal en in december 2010 werd hij door directeur Dieter Hoeneß en coach Steve McClaren bij het eerste elftal gehaald. Hij zou echter nooit zijn debuut maken voor de club. In de zomer van 2011 werd hij verhuurd aan FC Augsburg. Het seizoen daarna zou Gogia op huurbasis voor FC St. Pauli spelen. Na het aflopen van zijn contract in 2013, was de middenvelder op proef bij SC Paderborn en Heracles Almelo, maar beide stages leidden niet tot een contract. Uiteindelijk tekende Gogia in de 3. Liga bij Hallescher FC.
In mei 2015 tekende hij een 'langlopend' contract bij Brentford. In de zomer van 2016 werd Gogia voor de duur van één seizoen op huurbasis gestald bij Dynamo Dresden. Hij tekende dat seizoen voor tien competitiedoelpunten en Dynamo nam hem hierop definitief over. Een paar dagen later werd hij alweer doorverkocht; bij Union Berlin zette hij zijn handtekening onder een verbintenis voor de duur van vier seizoenen. Met de Berlijnse club promoveerde hij naar de Bundesliga. Gogia kwam in die competitie minder aan spelen toe. In juli 2021 stapte hij transfervrij over naar FC Zürich. Na een jaar in Zwitserland keerde de middenvelder terug naar zijn oude club Dynamo Dresden. Gogia was een jaar terug in Dresden, voor VSG Altglienicke hem overnam. Een jaar later verkaste hij naar SC Freital.

## Clubstatistieken
| Seizoen | Club             | Competitie           | Competitie | Competitie | Beker | Beker | Internationaal | Internationaal | Totaal | Totaal |
| Seizoen | Club             | Competitie           | Wed.       | Dlp.       | Wed.  | Dlp.  | Wed.           | Dlp.           | Wed.   | Dlp.   |
| ------- | ---------------- | -------------------- | ---------- | ---------- | ----- | ----- | -------------- | -------------- | ------ | ------ |
| 2009/10 | VfL Wolfsburg II | Regionalliga Nord    | 4          | 0          | —     | —     | —              | —              | 4      | 0      |
| 2010/11 | VfL Wolfsburg II | Regionalliga Nord    | 5          | 0          | —     | —     | —              | —              | 5      | 0      |
| 2011/12 | → FC Augsburg    | Bundesliga           | 12         | 0          | 2     | 0     | —              | —              | 14     | 0      |
| 2012/13 | → FC St. Pauli   | 2. Bundesliga        | 23         | 1          | 1     | 0     | —              | —              | 24     | 1      |
| 2013/14 | Hallescher FC    | 3. Liga              | 36         | 8          | 4     | 1     | —              | —              | 40     | 9      |
| 2014/15 | Hallescher FC    | 3. Liga              | 35         | 11         | 5     | 6     | —              | —              | 40     | 17     |
| 2015/16 | Brentford        | Championship         | 13         | 0          | 1     | 0     | —              | —              | 14     | 0      |
| 2016/17 | → Dynamo Dresden | 2. Bundesliga        | 22         | 10         | 2     | 0     | —              | —              | 24     | 10     |
| 2017/18 | Union Berlin     | 2. Bundesliga        | 22         | 2          | 0     | 0     | —              | —              | 22     | 2      |
| 2018/19 | Union Berlin     | 2. Bundesliga        | 28         | 6          | 3     | 0     | —              | —              | 31     | 6      |
| 2019/20 | Union Berlin     | Bundesliga           | 3          | 0          | 0     | 0     | —              | —              | 3      | 0      |
| 2020/21 | Union Berlin     | Bundesliga           | 7          | 0          | 1     | 0     | —              | —              | 8      | 0      |
| 2021/22 | FC Zürich        | Super League         | 15         | 3          | 2     | 1     | —              | —              | 17     | 4      |
| 2022/23 | FC Zürich        | Super League         | 2          | 0          | 0     | 0     | 0              | 0              | 2      | 0      |
| 2022/23 | Dynamo Dresden   | 3. Liga              | 12         | 0          | 0     | 0     | —              | —              | 12     | 0      |
| 2023/24 | VSG Altglienicke | Regionalliga Nordost | 25         | 5          | 0     | 0     | —              | —              | 25     | 5      |
| 2024/25 | SC Freital       | Oberliga Süd         | 0          | 0          | 0     | 0     | —              | —              | 0      | 0      |
| Totaal  | Totaal           | Totaal               | 264        | 46         | 21    | 8     | 0              | 0              | 285    | 54     |

Bijgewerkt op 3 augustus 2024.

## Erelijst
| Super League | 1 | 2021/22 |